# Хефеле, Анна-Мария
Анна-Мария Хефеле (нем. Anna-Maria Hefele; род. в Графинге около Мюнхена) — немецкая вокалистка, педагог по вокалу, а также исполнительница на арфе, никельарфе, мандолине и дудках.
Специализируется на полифоническом обертоновом («горловом») пении, которым начала заниматься в 2005 году. С 2006 года сочиняет собственные вокальные композиции. В том же году начала делать музыкальные инструменты для собственных нужд. Изучала основы музыки и танца, обучалась по классу пении в Институте Карла Орфа (Зальцбург), который окончила в 2014 году со степенью бакалавра искусств. Живёт в Графинг-Мюнхене.
Она работает в нескольких ансамблях и проводит музыкальные семинары по горловому пению, йодлю и вокальной импровизации.